# Ruprechtia crenata
Ruprechtia crenata là một loài thực vật có hoa trong họ Rau răm. Loài này được (Casar.) R.A. Howard miêu tả khoa học đầu tiên năm 1985.